# Абийський улус
Абийський улус (рос. Абыйский улус, якут. Абый улууһа) — муніципальний район на півночі Республіки Саха (Якутія). Адміністративний центр — смт. Біла Гора. Утворений 1930 року.

## Історія
Абийський улус заснований 25 травня 1930 року з центром в селі Абий, пізніше 10 січня 1941 року центр перенесений до села Дружина (зараз смт Дружина). В 1974 році центр перенесено до смт Біла Гора де і знаходиться до тепер..

## Географія
Розташований на Колимській низовині. Межує з Аллаїховським, Середньоколимським, Верхньоколимським, Момським і Усть-Янським улусами.
На території району протікає одинадцята за довжиною річка Росії — Індигірка, також є велика кількість озер (близько 12000), найбільше з яких Ожогіно.

## Населення
Кількість населення
| Рік       | 1939 | 1959 | 1970 | 1989 | 2002 | 2007 | 2008 | 2009 | 2010 | 2011 | 2012 | 2013 |
| Кількість | 2984 | 3169 | 3691 | 6228 | 4750 | 4605 | 4572 | 4185 | 4425 | 4425 | 4353 | 4305 |

Етнічний склад населення станом на 2010 рік
| Національність | Якути | Росіяни | Евенки | Українці | Евени | Буряти | Киргизи |
| Відсоток       | 80,1% | 8,7%    | 1,2%   | 0,5%     | 7,9%  | 0,3%   | 0,2%    |

## Адміністративний поділ
Район адміністративно поділяється на 6 муніципальних утворень, які об'єднують 7 населених пунктів:
- міське поселення Біла Гора
- сільське поселення Абийский наслег
- сільське поселення Майорський національний наслег
- сільське поселення Мугурдахський наслег
- сільське поселення Уолбутський наслег
- сільське поселення Урасалахський наслег